# Sandra, la mujer de fuego
Sandra, la mujer de fuego es una película musical mexicana-cubana de 1954 producida, escrita y dirigida por Juan Orol, y protagonizada por Rosa Carmina y Arturo Martínez. 

## Argumento
Atormentada por su pasado, la famosa cantante de cabaret Sandra (Rosa Carmina), decide alejarse de todo y contrae matrimonio con Don Miguel Olazabal (Manuel Arvide), un rico terrateniente. La imposibilidad de su marido para consumar su matrimonio provoca una ardiente pasión en Sandra, pasión que despierta en todos los hombres que la rodean. Rápidamente descubre que no puede escapar de su pasado, pues donde quiera que vaya, la vida de crimen que vivió en el pasado la seguirá atormentando.

## Reparto
- Rosa Carmina ... Sandra
- Arturo Martínez... Malo
- César del Campo ... Jorge
- Manuel Arvide ... Don Miguel Olazabal

## Comentarios
En el "melodrama tropical delirante oroliano", las hermosas rumberas, abocadas a trágicas desdichas por culpa de los hombres, deambulan por escenarios poblados de playas salvajes, tormentas inoportunas, palmeras exuberantes y, en este caso, omnipresentes orquídeas. La mujer -aquí Rosa Carmina, tercera esposa de Juan Orol – despierta pasiones arrebatadoras entre todos los hombres que la rodean.  Como bien apunta el  historiador del cine mexicano Emilio García Riera: "Orol se fue a realizar a Cuba este inefable melodrama de pasiones tropicales, puntuado por la voz en off de un narrador que iba describiendo con lujo de adjetivos las calenturas de la heroína y de su impotente marido". 
La exuberante Rosa Carmina recorre incansablemente los palmerales de Haití, escondiendo su insatisfacción en camas solitarias tras las ventanas abiertas, mientras escucha los tambores africanos y despierta  pasiones incontrolables entre los jornaleros de su marido impotente. Un clip para guardar en la memoria: la secuencia en la que  Rosa Carmina baila una sensual rumba ante un conjunto de rudos jornaleros, febriles, inmovilizados por el deseo ante los encantos ”barrocos” de la rumbera.
La historia de la película parece arrancada de la novela El reino de este mundo, de Alejo Carpentier, pues el personaje de Sandra guarda ciertas similitudes con el de Floridor. Mientras que Floridor recita parlamentos de Racine para los esclavos negros de sus plantaciones, Sandra se mueve al compás de los tambores.
La cinta forma parte de la saga de cintas protagonizadas por el personaje de Johnny Carmenta, gánster interpretado por Juan Orol. La saga comenzó en la cinta El reino de los gángsters (1948), y se prolongó hasta México de noche (1974). La película es sucedida por la cinta El sindicato del crimen, también filmada en 1954.